# Бондаренко, Сергей Николаевич
Сергей Николаевич Бондаренко (укр. Сергій Миколайович Бондаренко; 9 ноября 1948, Сумы, Украинская ССР, СССР) — советский футболист, играл на позициях полузащитника и защитника. Заслуженный деятель физической культуры и спорта Республики Армения (2018). Мастер спорта СССР международного класса (1973).

## Биография
Воспитанник футбольной школы ГорОНО Ереван. В чемпионатах СССР начал играть в 1966 году в команде «Аракс» Ереван (класс «Б»). В августе 1966 года перешёл в лучшую команду Армении — «Арарат» Ереван. С 1967 по 1981 год играл в основном составе команды. Рекордсмен клуба «Арарат» по количеству проведенных матчей в чемпионатах СССР (392 игры). В составе команды «Арарат» Ереван чемпион СССР 1973 года, серебряный призёр чемпионата СССР 1971 года, обладатель Кубка СССР 1973 и 1975 годов. Играл за молодёжную и олимпийскую (4 игры) сборные Советского Союза.
В конце 1991 по 2017 годы жил в Лос-Анджелесе (США), где был руководителем детско-юношеской футбольной школы «Арарат» (Лос-Анджелес). С 2017 года проживает в Ереване.

## Награды
- Медаль «За заслуги перед Отечеством» I степени (10 октября 2013 года) — за значительный вклад в развитие армянского футбола и блестящие достижения[2].
- Заслуженный деятель физической культуры и спорта Республики Армения (9 ноября 2018 года)[3].